# Formanilid
Formanilid ist eine chemische Verbindung aus der Gruppe der Carbonsäureamide.

## Gewinnung und Darstellung
Formanilid kann durch rasches Destillieren von Anilin und Oxalsäure gewonnen werden. Es kann auch durch Reaktion von Anilin mit Pentafluorphenylformiat oder durch Reaktion von Arylaziden mit dem Enolat von Acetaldehyd dargestellt werden.

## Eigenschaften
Formanilid ist ein brennbarer, schwer entzündbarer, kristalliner, weißer Feststoff, der wenig löslich in Wasser ist. Die Verbindung kommt bei Raumtemperatur in zwei isomeren Formen (cis- und trans-) vor, die im NMR-Spektrum unterschieden werden können. Grund: Die Amidbindung (genauer: die C-N-Bindung des Carbonsäureamids) ist mesomeriestabilisiert – besitzt also einen partiellen Doppelbindungscharakter – und ist daher nicht frei drehbar.

## Verwendung
Formanilid wird als Zwischenprodukt zur Herstellung anderer chemischer Verbindungen (zum Beispiel von Mepanipyrim) verwendet.